# 布因斯克區
54°57′N 48°11′E / 54.950°N 48.183°E
布因斯克區（俄语：Буинский район），是俄羅斯的一個區，位於該國西部，由韃靼斯坦共和國負責管轄，面積1,543平方公里，2010年人口25,101，人口密度每平方公里16.27人。